# Hedwig Zeedijk
Hedwig Zeedijk is een Nederlands journalist.

## Biografie
Hedwig Zeedijk (Tilburg, 15 december 1971) volgde haar vwo-opleiding op het Tilburgse Odulphuslyceum. Ze studeerde van 1991 tot 1995 journalistiek in Tilburg en werd vervolgens in 1996 correspondente in Bosnië-Herzegovina voor een radiozender. Sinds januari 1998 was ze voor diverse Belgische en Nederlandse media, waaronder het ANP en de VRT Nieuwsdienst, actief als correspondente in Italië.
Daarnaast is ze coauteur van het boek Fiamminghi in Rome, Vlaamse voetsporen in de eeuwige stad (2007). In 2017 verscheen haar boek Gids naar de ziel van Rome.
In 2019 richtte Zeedijk het Tilburgs Mediafonds op, een onafhankelijk stimuleringfonds voor lokale journalistiek in Tilburg en omstreken, dat dankzij gemeentegeld journalistieke projecten ondersteunt. Het Mediafonds is inmiddels onderdeel van het Tilburgse mediabeleid. Tot 1 december 2023 was Zeedijk ook voorzitter van het fonds. Daarna nam Wiel Schmetz, voormalig directeur van Fontys Hogeschool Journalistiek, het stokje van haar over.
In 2024 lanceerde Zeedijk de eerste digitale wijkkrant in Tilburg voor de wijk Oud-Noord. Op het online platform kunnen ook andere wijkkranten in de stad aanhaken.
Sinds 2023 doceert Zeedijk ook Nederlands aan statushouders.